# Whitechapel Gallery

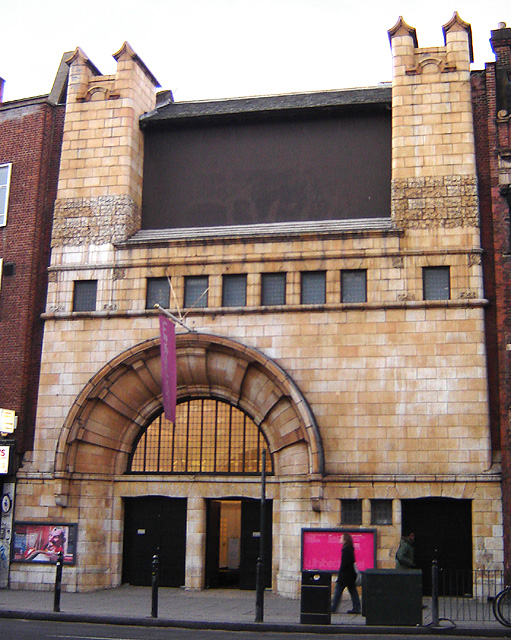
Whitechapel Gallery

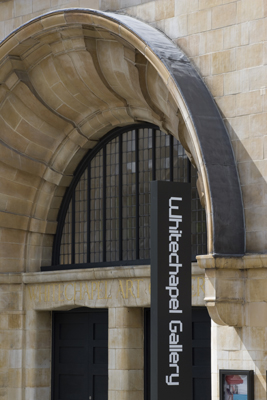
Entree Whitechapel Gallery

De Whitechapel Gallery  is een museum voor moderne en hedendaagse kunst aan de Whitechapel High Street 80-82 in de wijk Whitechapel in Londen.

## Geschiedenis
De Whitechapel Art Gallery (The Whitechapel) werd in 1901 gesticht om grote kunst dicht bij het publiek in het Londense East End te brengen. Het gebouw, waarin het museum is gehuisvest, is ontworpen door architect C. Harrison Townsend. Het museum heeft zich een goede reputatie verworven met het pionierswerk op het terrein van de moderne en hedendaagse kunst. Belangrijke tentoonstellingen werden in het verleden georganiseerd (vaak premières voor Engeland) van Engelse en internationale avant-garde-kunstenaars, zoals:
Pablo Picasso (1939) Guernica, Jackson Pollock (1958), Mark Rothko (1961), David Hockney (1970), Gilbert & George (1970), Richard Long (1971), Frida Kahlo (1982), Lucian Freud (1993), Liliam Gillick (2001) en Nan Goldin (2002).

The Whitechapel taught Britain to love Modern Art (The Guardian)

## Groepstentoonstellingen
In 1956 vond een eerste groepstentoonstelling This is Tomorrow plaats van de voorlopers van de popartbeweging; in 1965 New Generation, de nieuwe generatie Engelse beeldhouwers; in 1981 (deel 1: Image and Form 1901-1950) en in 1982 (deel 2: Symbol and Imagination 1951-1980) de grote expositie British Sculpture in the Twentieth Century en in 2004 Faces in the Crowd (het modernisme herzien).

## Nieuwbouw
De Whitechapel startte een uitbreidingsplan, waardoor de omvang van de expositieruimte werd verdubbeld. De naastgelegen bibliotheek werd met het oorspronkelijke museum samengevoegd. De plannen vergden een investering van £ 13 miljoen. Het nieuwe museum werd in voorjaar 2009 heropend.